# Копривник (планина)
Копривник (албански: Koproniku) је планина са висином од 2,460 метара на Косову. Копривник је део планинског венца Проклетије. На северним падинама планине налази се Руговска клисура која је популарно туристичко одредиште на Проклетијама и целом Косову.

## Референцe
1. ↑  „NIMA: GNS Public Page”. web.archive.org. 2003-10-08. Архивирано из оригинала 08. 10. 2003. г. Приступљено 2021-09-14.